# なつしお (潜水艦・初代)
なつしお（ローマ字：JS Natsushio, SS-523）は、海上自衛隊の潜水艦。なつしお型潜水艦の1番艦。艦名は夏の潮から由来し、この名を受け継いだ日本の艦艇としては、旧海軍の陽炎型駆逐艦「夏潮」に続き2代目にあたる。

## 艦歴
「なつしお」は、第1次防衛力整備計画に基づく昭和35年度計画潜水艦8703号艦として、新三菱重工業神戸造船所で1961年12月5日に起工され、1962年9月18日に進水、1963年6月29日に就役し、自衛艦隊第1潜水隊に編入された。
1965年2月1日、第1潜水隊が自衛艦隊隷下に新編された第1潜水隊群隷下に編成替え。同年6月8日から8月23日までの間、「ふゆしお」とともにハワイ派遣訓練に参加。その途中の7月15日、オアフ島南方海域で無人の貨物船と衝突し、潜望鏡が折損した。
1978年3月20日、除籍。